# Francia en el Festival de la Canción de Eurovisión 2017
Francia participó en el LXII Festival de la Canción de Eurovisión, celebrado en Kiev, Ucrania del 9 al 13 de mayo del 2017, tras la victoria de Jamala con la canción "1944". Francia decidió mantener el sistema de elección del año anterior, seleccionando de manera interna al artista y la canción que los representaría en el concurso. El 9 de febrero, se anunció que la cantante Alma fue elegida para participar en el festival con el tema Requiem, compuesto por Nazim Khaled. La canción inicialmente escrita en francés, fue versionada para interpretarse en inglés y francés para el concurso, tal como se confirmó el 21 de febrero. La versión final se presentó el 11 de marzo.
Francia, como país perteneciente al Big Five, se clasificó automáticamente a la final del 13 de mayo junto al anfitrión Ucrania y el resto del Big Five: Alemania, España, Italia y el Reino Unido. Como una de las favoritas para clasificarse en el Top-10 durante las semanas previas al concurso, Alma obtuvo 45 puntos del jurado, que la posicionó en 19° lugar; mientras que el público le otorgó el 10° lugar con 90 puntos. En conjunto, Francia finalizó en 12.ª posición con 135 puntos, logrando su segundo mejor resultado de la década.